# Saitis ariadneae
Saitis ariadneae là một loài nhện trong họ Salticidae.
Loài này thuộc chi Saitis. Saitis ariadneae được Dmitri Viktorovich Logunov miêu tả năm 2001.